# Црква Светог Николе у Тепечима
Црква Светог Николе у Тепечима су остаци цркве који се налази на сеоском гробљу, представља непокретно културно добро као споменик културе.
Црква је у основи једнобродна грађевина, правоугаоне основе без апсиде на истоку. У маси источног зида распоређене су три нише. Централна и највећа олтарска ниша и ниша проскомидије су полукружне и засведене полукалотама, а ниша ђаконикона је правоугаона. Добро распоређени прозорски отвори давали су доста светлости унутрашњости храма. Дрвена кровна конструкција на две воде била је отворена и видљива са унутрашње стране. Археолошка истраживања мањег обима обављена су у организацији Републичког завода за заштиту споменика културе. 
Завод за заштиту споменика културе у Краљеву је током 1988. године израдио пројекат реконструкције цркве, који никада није изведен. 